# Guru Nanak Dev

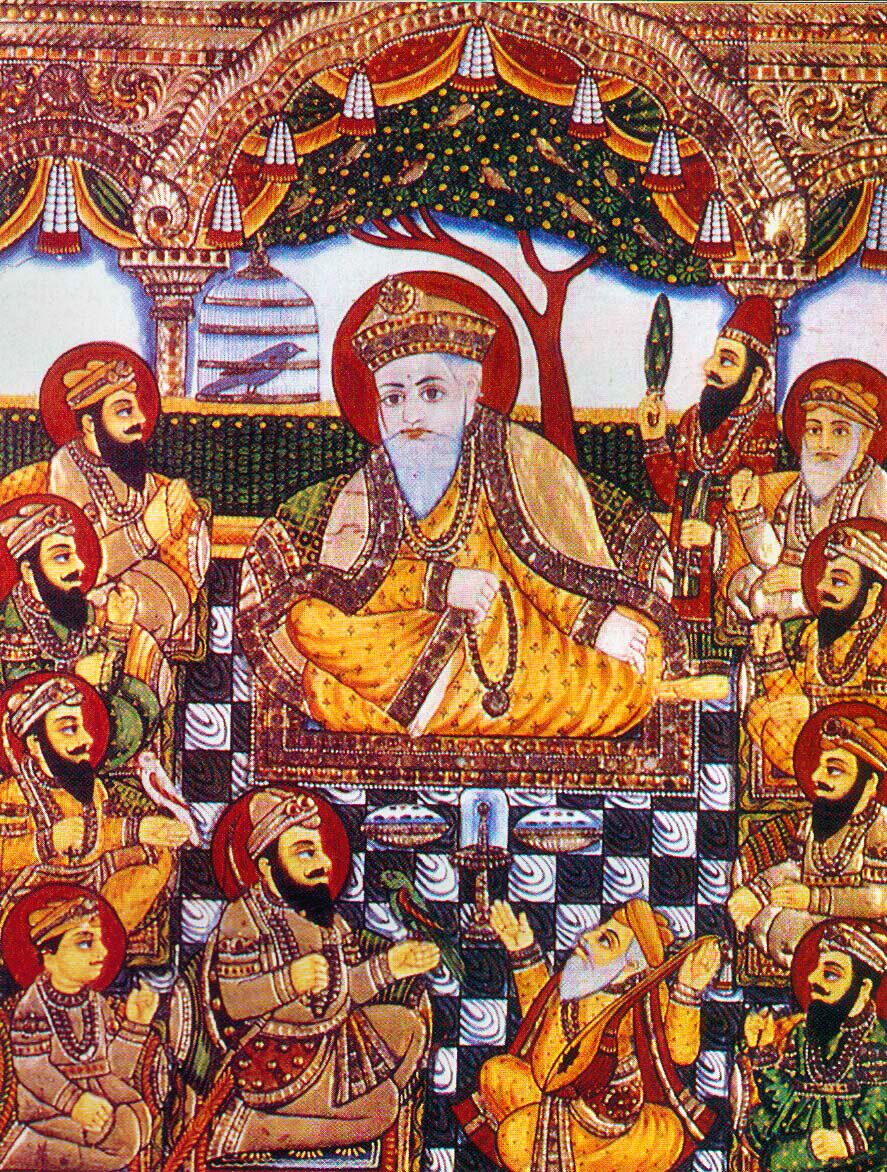
O imagine cu Guru Nanak Dev dintr-un manuscris sikhist

Guru Nanak Dev (n. 15 aprilie 1469, Nankana Sahib⁠(d), Punjab, Pakistan – d. 22 septembrie 1539, Kartarpur⁠(d), India Britanică, Imperiul Mogul) a fost un reformator spiritual indian de limbă hindi și punjabi, întemeietor al religiei sikh, fiind considerat primul din cei zece guru ai acestei religii.
Sikhiștii consideră că toți ceilalți nouă guru (pe rând: Guru Angad Dev, Guru Amar Das, Guru Ram Das, Guru Arjan Dev, Guru Har Gobind, Guru Har Rai, Guru Har Krishan, Guru Tegh Bahadur și Guru Gobind Singh) posedă divinitatea și autoritatea religioasă a lui Guru Nanak Dev. S-a născut în Nankana Sahib, o localitate de lângă Lahore, Pakistan. Pe mama lui a chemat-o Mata Tripta. A fondat orașul Kartarpur din Pakistan, unde a și murit în anul 1539 la vârsta de 69 de ani.
Este cunoscut și ca scriitor religios. Astfel, în lucrarea Adi-Granth⁠(d) (numită și Biblia sikhilor), a scris imnuri sacre, iar în Japji Sahib⁠(d) a compus rugăciuni.
I se mai atribuie și scrierile în sanscrită: Nirakara Mimansa și Adbhuta Gita.